# Джорджевич, Верица
Оливера (Верица) Джорджевич (сербохорв. Верица Ђорђевић / Verica Đorđević; 1922, Вране — 26 марта 1942, Шилово) — югославская портниха, партизанка Народно-освободительной войны Югославии.

## Биография
Родилась в 1922 году в семье Ристы и Тодоры Трайковичей (ранее Траиковых), второй ребёнок в семье из трёх. Из-за проблем семья вынуждена была поменять фамилию на Джорджевич. Родители родом из Македонии. Риста Трайкович — известный купец, Тодора Трайкович — по материнской линии из старинной знатной враньской семьи. Прадед по матери Оливеры — Раде Йован, богатый враньский распорядитель. Предки по матери и отцу были родом из Кратова, Охрида и Трговиште.
Работала портнихой, открыла свой салон во Вране. В ноябре 1939 года включилась в работу Союза коммунистической молодёжи Югославии, занимаясь активной деятельностью. В июне 1941 года вместе с сестрой Елицей стала бухгалтером в партии, в июле 1941 года начала распространять ещё с тремя товарищами листовки в поддержку местного комитета Коммунистической партии Югославии, которые распечатали Сима Погачаревич и Стоядин Младенович, среди солдат казармы во Вране. 23 декабря 1941 года после убийства Погачаревича бежала из Вране и примкнула к партизанскому отряду.
26 марта 1942 года вместе с группой партизан была окружена войсками четников на горе Шилово, около Лебане. Коста Стаменкович, (будущий Народный герой Югославии) его дочь Лепша и Верица Джорджевич подорвали себя гранатой, чеку из которой выдернул Стаменкович. Имя Верицы носит улица во Вране, а также дом детей и молодёжи.